# Autostrada międzystanowa nr 87

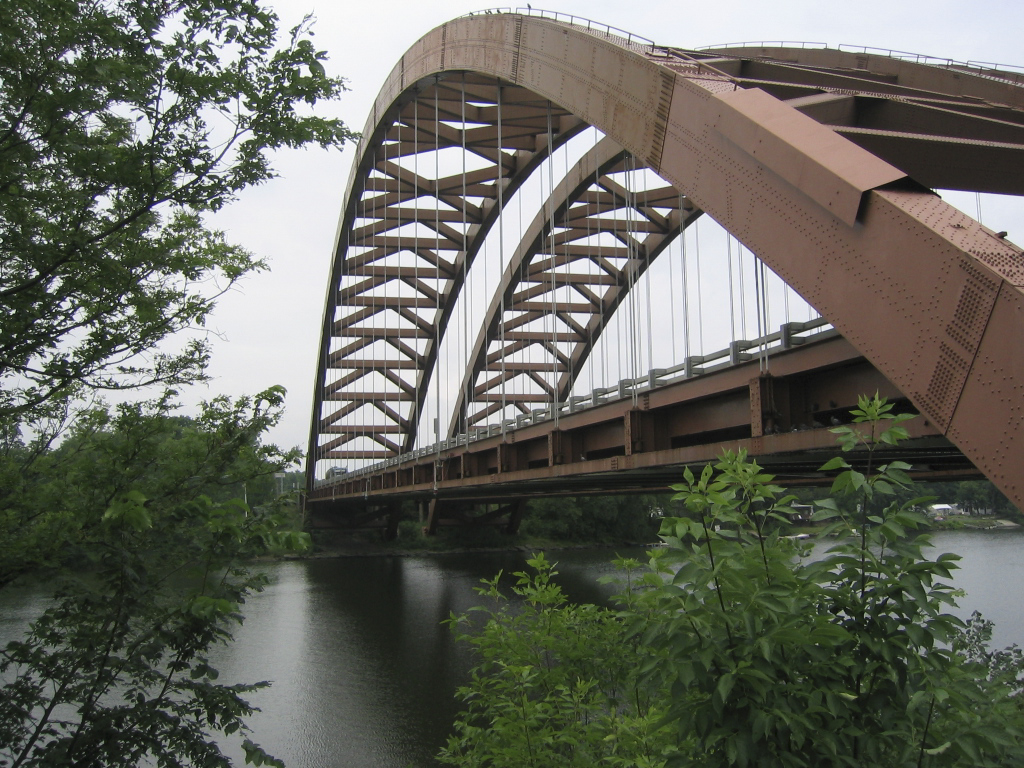
Most Tadeusza Kościuszki w ciągu I87 nad rzeką Mohawk

Interstate 87 – autostrada międzystanowa w USA. Prowadzi z Nowego Jorku do Champlain. W całości przebiega przez stan Nowy Jork. Jej długość to 333,49 mili (533,58 km).

## Przebieg

### Nowy Jork
- Nowy Jork
- Newburgh
- Kingston
- Albany
- Saratoga Springs
- Glens Falls
- Plattsburgh
- Champlain